# Apalutamid
Apalutamid (im Englischen Apalutamide) ist ein orales, nicht-steroidales Antiandrogen (NSAA), welches zur Behandlung von Prostatakarzinomen eingesetzt wird.

## Entwicklung und Zulassung
Prostatakarzinome entwickeln unter der Therapie mit Androgendeprivation (Entzug von Androgenen, zum Beispiel durch Hodenentfernung oder GnRH-Analoga) eine Überexpression von Androgen-Rezeptoren und werden dadurch therapieresistent. Daher wurde nach Medikamenten gesucht, die eine intensivere Bindung an Androgen-Rezeptoren aufweisen. Im Tiermodell wurde das Pharmakon ARN-509 (späterer Name Apalutamid) als besonders aussichtsreich gefunden und in klinischen Studien erprobt. Am 14. Februar 2018 wurde Apalutamid aufgrund der SPARTAN-Studie von der amerikanischen Food and Drug Administration (FDA) für die Behandlung von Patienten mit kastrationsresistentem, nicht metastasiertem Prostatakarzinom zugelassen.
Am 19. September 2019 erfolgte aufgrund der TITAN-Studie die FDA-Zulassung von Apalutamid für Patienten mit Androgen-sensitivem, metastasierten Prostatakarzinom. Am 19. März 2019 hat auch die Europäische Kommission Apalutamid für beide Indikationen zugelassen.

## Indikation
Die Leitlinie Prostatakarzinom empfiehlt die Anwendung von Apalutamid beim Prostatakarzinom mit dem höchsten Empfehlungsgrad A in zwei Situationen:
1. Patienten in gutem Allgemeinzustand (ECOG-Score 0-1) mit metastasiertem (M1), hormonsensitiven, Prostatakarzinom (mHSPC) zusätzlich zu einer Androgendeprivation.[9] Hormonsensitiv heißt in diesem Fall, dass die Tumoren auf eine Androgendeprivation, also einen Entzug von Androgenen ansprechen. Diese Patienten konnte man bisher schon gut mit einer Androgendeprivationstherapie (ADT) behandeln, zum Beispiel durch die Entfernung der Hoden (Orchiektomie) oder die Injektion von GnRH-Analoga. In der Kombination mit Apalutamid ist das Therapieergebnis jedoch besser. Die Apalutamid-Behandlung soll innerhalb von drei Monaten nach Beginn der ADT einsetzen.
2. Kastrationsresistente Prostatakarzinome reagieren nicht auf eine ADT durch Orchiektomie oder GnRH-Analoga und haben eine schlechte Prognose mit einem hohen Risiko einer Metastasierung. Die Leitlinie empfiehlt bei Patienten mit nicht-metastasiertem Prostatakarzinom (nmCRPC) und einem Risiko der Metastasierung innerhalb der nächsten 10 Monaten zusätzlich zur ADT Apalutamid oder ein anderes innovatives Präparat wie Darolutamid oder Enzalutamid zu geben.

## Nebenwirkungen
Unter der Einnahme von Apalutamid kam es zu kardiovaskulären Ereignissen, zum Teil mit Todesfolge. In den Zulassungsstudie SPARTAN and TITAN starben 0,5 % mit Apalutamid und 0,2 % ohne an koronaren Herzerkrankungen. In der SPARTAN-Studie wurden unter Apalutamid mehr Knochenbrüche (12 %) beobachtet als ohne (7 %).
Bei der Einnahme können ferner Müdigkeit, Übelkeit, Bauchschmerzen, Durchfall, Hypertonie, Hautausschläge und eine Hypothyreose auftreten. Selten werden Krampfanfälle ausgelöst.

## Pharmakologie
Apalutamid wird von der Firma Janssen-Cilag unter dem Handelsnamen Erleada in als Filmtabletten in zwei Dosisstärken (60 mg und 240 mg Apalutamid) vertrieben. Die definierte Tagesdosis (DDD) beträgt 240 mg pro Tag. Diese Dosierung  wurde auch in den Zulassungsstudien TITAN und SPARTAN verwendet. Bei Nebenwirkungen dritten Grades wird eine Unterbrechung empfohlen, bis die Nebenwirkungen auf Grad eins abgeklungen sind, mit anschließender Dosisreduktion.
Die Bioverfügbarkeit beträgt 100 %. Im Mittel ist zwei Stunden nach Einnahme der höchste Plasmaspiegel erreicht. Die Plasmaproteinbindung beträgt 95 %.
Apalutamid bindet direkt an die „Ligand-binding-Domain“ des Androgenrezeptors und verhindert eine Androgen-Rezeptor-Translokation in den Zellkern, die DNA-Bindung und damit alle Androgen-Rezeptor-abhängigen Transkriptionen.

## TITAN-Trial
Auf Basis der Ergebnisse aus dieser Studie erfolgte die Zulassung von Apalutamid beim metastasierten, Androgen-sensitiven Prostatakarzinom. Die Bezeichnung TITAN steht für „The Targeted Investigational Treatment Analysis of Novel Anti-androgen“ (ClinicalTrials-Nummer: NCT02489318). In einer randomisierten, doppeltblinden, multizentrischen Phase-III-Studie wurden 525 Patienten mit metastasiertem Prostata-Karzinom mit Apalutamid und ADT behandelt, weitere 527 erhielten ein Placebo und eine ADT. Nach einer medianen Nachbeobachtungszeit von 22,7 Monaten lebten 68,2 % der Apalutamid-Patienten ohne Progress, in der Placebo-Gruppe nur 47,5 % (signifikant, p < 0,001). Auch das Gesamtüberleben war mit 82,4 % in der Apalutamid-Gruppe signifikant höher als in der Placebogruppe (73,5 %; p < 0,005). Die Patienten hatten einen ECOG-Score von 0 oder 1. Viszerale Metastasen (Organbefall) hatten 128 der 1.042 Patienten. Eine Docetaxel-Chemotherapie ging bei 10,7 % der Patienten voraus.

## SPARTAN-Trial
Diese Studie war die Datenbasis für die Zulassung von Apalutamid für Patienten mit kastationsresistentem Prostatakarzinom und einer kurzen PSA-Verdoppelungszeit als Zeichen der besonderen Bösartigkeit. Die Bezeichnung SPARTAN steht für „Selective Prostate Androgen Receptor Targeting with ARN-509“ (ClinicalTrials-Nummer: NCT01946204). In einer multizentrischen, randomisierten Phase-III-Studie wurden 1207 bisher metastasenfreie Patienten mit Prostatakarzinom, die trotz Androgendeprivatation einen PSA-Anstieg mit einer Verdoppelungszeit von 10 Monaten oder weniger hatten, in eine Apalutamid-Gruppe (806 Patienten) und eine Placebo-Gruppe (401 Patienten) randomisiert. Zum Zeitpunkt der Auswertung war das metastasenfreie Überleben in der Apalutamid-Gruppe 40,5 Monate, in der Placebogruppe 16,2 Monate (hochsignifikant, p < 0,001). In beiden Gruppe wurde die ADT in gleicher Form fortgesetzt. In einer späteren Auswertung nach Median 52 Monaten Nachbeobachtungszeit war auch die mittlere Gesamtüberlebenszeit unter Apalutamid mit 73,9 Monaten signifikant länger als mit Placebo (59,9 %).